# Jean Marcel Fabre
Jean Marcel Fabre (ur. 13 grudnia 1904 w Murat-sur-Vèbre, zm. 21 sierpnia 1975 tamże) – francuski historyk literatury i polonista.

## Życiorys
Urodził się 13 grudnia 1904 r. w Murat-sur-Vèbre koło Tuluzy. Egzamin maturalny zdał w Tuluzie, po czym ukończył studia w paryskiej Ecole Normale Supérieure, zakończone egzaminem (agrégation), uprawniającym do nauczania w szkolnictwie średnim i wyższym. W latach 1927–1928 odbywał w stopniu podporucznika służbę w 15 Pułku Piechoty, stacjonującym w Albi. Od października 1928 r. przebywał w Warszawie, pracując jako wykładowca filologii, a potem literatury francuskiej w Instytucie Francuskim. Od 1936 r. był tytularnym profesorem Uniwersytetu Warszawskiego, a od 1937 r. wicedyrektorem Instytutu Francuskiego. W tym okresie zaczął uczyć się polskiego; opublikował nieliczne artykuły, ale jednocześnie zebrał bardzo obszerne materiały do dalszych prac.
We wrześniu 1939 r. został zmobilizowany i przydzielony do francuskiej misji wojskowej w Polsce i wraz z nią ewakuowany 17 września do Rumunii. Zdemobilizowany w lipcu 1940 r., od października pracował równocześnie w charakterze nauczyciela liceum w Lyonie i wykładowcy na tamtejszym Uniwersytecie. W latach 1942–1952 był profesorem uniwersytetu w Strasburgu, który w okresie wojny mieścił się w Clermont-Ferrand, przy czym od marca 1945 r. pracował na stanowisku docenta literatury francuskiej XVII—XVIII wieku. W tym okresie prowadził docenione potem badania nad pracami autorów francuskich (m.in. Rousseau, Marmontel, Diderot, Chénier, Beaumarchais). Po wojnie dzięki znajomym Polakom odzyskał większą część swoich materiałów zebranych przed wojną w Polsce, a po Październiku zaczął przyjeżdżać do Polski z odczytami i na konferencje.
W 1950 r. obronił doktorat na Sorbonie, którego tematem była działalność kulturalna Stanisława Augusta Poniatowskiego. Następnie od 1952 do 1969 r. był profesorem Sorbony. Był także honorowym przewodniczącym towarzystwa współpracy kulturalnej z Polską, a od 1959 r. członkiem Polskiej Akademii Nauk. W 1968 r. odszedł na emeryturę uniwersytecką, nadal jednak kontynuując prace badawcze i biorąc udział w pracach towarzystw naukowych.
Autor 120 publikacji, w tym prac Stanislas-Auguste Poniatowski et l’Europe des Lumières (1952), Lumières et romantisme: energie et nostalgie de Rousseau à Mickiewicz (1963) i Od Oświecenia do romantyzmu. Studia i szkice z literatury polskiej (1995). Książka Fabre’a o Stanisławie Auguście była pozytywnie, a nawet entuzjastycznie recenzowana przez polskie środowiska emigracyjne, które chwaliły ogrom nakładu pracy, obiektywizm, zrozumienie dla polskiego kontekstu kulturowego oraz brak poważnych błędów, natomiast w stalinowskiej Polsce pracę skrytykowano jako wytwór nauki burżuazyjnej, choć jednocześnie uznano ją za nieodzowne źródło do pracy historyków XVIII w. Część z emigracyjnych recenzji po Październiku doczekała się przedruku w Polsce. Oprócz prac poświęconych Stanisławowi Augustowi, Fabre publikował prace dotyczące Adama Mickiewicza, Stanisława Wyspiańskiego, Juliusza Słowackiego i Jana Potockiego.
Zmarł 21 sierpnia 1975 r. w Murat-sur-Vèbre; został zaatakowany przez rój pszczół podczas wyprawy na ryby.